# Список улиц Еревана
| # А Б В Г Д Е Ё Ж З И К Л М Н О П Р С Т У Ф Х Ц Ч Ш Щ Э Ю Я |

## #
- 1-я улица
- 10-я улица
- 11-я улица
- 12-я улица
- 13-я улица
- 15-я улица
- 16-я улица
- 17-я улица
- 2-я улица
- 3-я улица
- 34-я улица
- 35-я улица
- 37-я улица
- 4-я улица
- 45-я улица
- 46-я улица
- 4-я улица
- 5-я улица
- 6-я улица
- 7-я улица
- 8-я улица
- 9-я улица

| # А Б В Г Д Е Ё Ж З И К Л М Н О П Р С Т У Ф Х Ц Ч Ш Щ Э Ю Я |

## А
- Абовяна улица
- Аветисяна улица
- Агароняна улица
- Агабабяна улица
- Агатангелоса улица
- Агаяна улица
- Аданы улица
- Адонца улица
- Азатамартикнери улица
- Азатутян проспект
- Айаси улица
- Айвазовского улица
- Айгедзора улица
- Айгекцу улица
- Айгедзора улица
- Акобяна улица
- Акобянца улица
- Алабяна улица
- Алма-Аты улица
- Амбарцумяна улица
- Амиряна улица
- Анрапетутян улица
- Антараин улица
- Арагаци улица
- Аракеляна улица
- Арама улица
- Араратяна улица
- Аргишти улица
- Арзуманяна улица
- Арин Берда улица
- Арменакяна улица
- Арпа улица
- Арташисяна улица
- Арцаха улица
- Арцруни улица
- Ачаряна улица
- Аршакуняца проспект
- Асмика улица
- Атенка улица
- Атояна улица
- Ахбюр Сероба улица
- Ахтанака улица
- Ашота улица
- Ашхабада улица

| # А Б В Г Д Е Ё Ж З И К Л М Н О П Р С Т У Ф Х Ц Ч Ш Щ Э Ю Я |

## Б
- Баграмяна проспект
- Багратуняц улица
- Багреванд улица
- Багяна улица
- Байрона улица
- Бакунци улица
- Барбюса улица
- Бардзраберда улица
- Батикяна улица
- Башинджагяна улица
- Бейрута улица
- Бекназаряна улица
- Брюсова улица
- Будагяна улица
- Павстоса Бузанда улица
- Бурназяна улица
- Бусабанакан улица

| # А Б В Г Д Е Ё Ж З И К Л М Н О П Р С Т У Ф Х Ц Ч Ш Щ Э Ю Я |

## В
- Вагаршяна улица
- Вазгена I улица
- Вантян улица
- Варужан улица
- Варшавян улица
- Вегнера улица
- Анри Вернёя улица
- Вильнюси улица
- Восканяна улица

| # А Б В Г Д Е Ё Ж З И К Л М Н О П Р С Т У Ф Х Ц Ч Ш Щ Э Ю Я |

## Г
- Галшояна улица
- Гарегина Нжде улица
- Герцена улица
- Гетари улица
- Глинки улица
- Гоголя улица
- Гош улица
- Грибоедова улица
- Григора Лусаворича улица
- Григоряна улица
- Гюликевхян улица

| # А Б В Г Д Е Ё Ж З И К Л М Н О П Р С Т У Ф Х Ц Ч Ш Щ Э Ю Я |

## Д
- Давид-Бека
- Даштенца
- Карена Демирчяна
- Дехатан
- Джамбул
- Джанибекяна
- Дживани
- Дзорагюх
- Дзорапи
- Дро
- Дуряна

| # А Б В Г Д Е Ё Ж З И К Л М Н О П Р С Т У Ф Х Ц Ч Ш Щ Э Ю Я |

## Е
- улица Екмаляна
- улица Ерванда Кочара

## З
- Закияна улица
- Заробяна улица
- Зоравара улица
- Зоряна улица

| # А Б В Г Д Е Ё Ж З И К Л М Н О П Р С Т У Ф Х Ц Ч Ш Щ Э Ю Я |

## И
- Ин Ереванцу улица
- Исаакяна улица
- Италии улица

| # А Б В Г Д Е Ё Ж З И К Л М Н О П Р С Т У Ф Х Ц Ч Ш Щ Э Ю Я |

## К
- Камарак улица
- Киевян улица
- Кори улица
- Корюна улица
- Кохбаци улица
- Кочара улица
- Кочиняна улица
- Кургинян улица
- Кучак улица

| # А Б В Г Д Е Ё Ж З И К Л М Н О П Р С Т У Ф Х Ц Ч Ш Щ Э Ю Я |

## Л
- Ленинградян улица
- Лео улица
- Лукашини улица

## М
- Мазманяна улица
- Малатия улица
- Мамиконьянца улица
- Манандяна улица
- Алека Манукяна улица
- Маргарян улица
- Марра улица
- Маштоца проспект
- Мелик-Адамяна улица
- Мелкумов улица
- Метзаренца улица
- Микаэляна улица
- Микояна улица
- Минска улица
- Мичурина улица
- Московян улица
- Мясникяна улица

| # А Б В Г Д Е Ё Ж З И К Л М Н О П Р С Т У Ф Х Ц Ч Ш Щ Э Ю Я |

## Н
- Налбандяна улица
- Нансена улица

## О
- Оганова улица
- Отяна улица

## П
- Папазяна улица
- Пароняна улица
- Парпеци улица
- Петросян улица
- Пушкина улица
- Парсегова улица

## Р
- Раффи улица
- Рубинянца улица

## С
- Саргсяна улица
- Сарьяна улица
- Саят-Новы проспект
- Степаняна улица
- Свачян улица
- Себастия улица
- Севака улица
- Северный проспект
- Софии улица
- Спендиаряна улица

## Т
- Таманяна улица
- Тевосян улица
- Теряна улица
- Тиграна Меца проспект
- Титова улица
- Тычины улица
- Торонцу улица
- Тпагричнери улица
- Туманяна улица

## У
- Улнеци улица

## Ф
- Фучика улица

## Х
- Ханджяна улица
- Хачатуряна улица
- Ховнатан улица
- Хоренаци улица
- Худякова улица

## Ц
- Царав Ахбюр улица

## Ч
- Чайковского улица
- Чаренца улица
- Чауш улица
- Чехова улица

## Ш
- Шарури улица
- Шаумяна улица
- Шинарарнери улица
- Шираз улица
- Ширака улица

## Э
- Эмина улица
- Эминеску улица
- Эребуни улица